# Agricola Internațional Bacău
Agricola Internațional Bacău este o companie din România care are ca obiect de activitate procesarea cărnii de pasăre, înființată în anul 1992. Compania face parte din grupul Agricola Bacău. Grupul Agricola era în anul 2015 controlat de mai mulți investitori români printre care Petru Plăcintă, Grigore Horoi și Gheorghe Antochi, care a fost director general al Agricola Internațional Bacău între anii 1994 - 1996, iar din 1997 până în 2008 a fost președintele acesteia. Petru Plăcintă a fost director timp de 26 de ani la Avicola Bacău (1964-1990), după care a înființat Agricola Internațional. Petru Placintă nu a fost un om de afaceri prosper doar în sectorul agricol. În 1991 a înființat Cybernet Auto Center – reprezentanțele auto care se ocupă de mărcile Volkswagen si Audi.
Compania Agricola International s-a înființat în anul 1992 ca urmare a intereselor manifestate de compania germană Moksel AG, primul investitor de anvergură în piața agroalimentară din Europa Centrală și de Est, Prodexport București și un grup de specialiști din Bacău. Moskel AG a deținut încă de la fondare un pachet de 51% din acțiuni însă, din cauza condițiilor economice nefavorabile din România, din cauza evoluției crizei "vacii nebune" din Europa, dar și a rigorilor pe care le-a impus Uniunea Europeană țărilor neintegrate în zona comunitară, ea și-a redus participațiile ce i se cereau de restul acționarilor din holding. Astfel, au existat majorări succesive de capital la care firma germană nu s-a raliat și în consecință a rămas cu un pachet de doar 2,4% de acțiuni. Ulterior Moskel AG a fuzionat cu alte patru mari societăți de procesare și abatorizare a cărnii de porc din Olanda și Germania și România a intrat în UE.
Grigore Horoi l-a cunoscut pe Petru Plăcintă de pe vremea când acesta conducea Avicola Bacău. Horoi conduce în calitate de CEO destinele companiei Agricola din anul 2009 și în anul 2016 făcea parte din grupul celor trei acționari ce dețineau pachetul majoritar al companiei.

## Informații financiare[9]
| Ani  | Venituri  | Cheltuieli | Profit   | Inventar | Rezerve | Creanțe  | Datorii   | Banca și numerar | Angajați |
| ---- | --------- | ---------- | -------- | -------- | ------- | -------- | --------- | ---------------- | -------- |
| 2021 | 589074333 | 551063798  | 24840966 | 69615192 | 589281  | 56781001 | 236964470 | 2927476          | 1862     |
| 2020 | 494604194 | 484586370  | 7633147  | 54365065 | 0       | 38014183 | 222456776 | 1014297          | 1987     |
| 2019 | 539293362 | 509619562  | 26995435 | 55167043 | 0       | 35835176 | 189176469 | 8404498          | 2012     |
| 2018 | 508101378 | 485116785  | 19667361 | 57320252 | 0       | 37459217 | 177375931 | 4510964          | 1957     |
| 2017 | 447010117 | 418512609  | 24365738 | 52585400 | 0       | 47775462 | 186379991 | 1298702          | 1876     |
| 2016 | 451869372 | 437015357  | 10064505 | 51912295 | 148000  | 52651378 | 205154017 | 6455632          | 1812     |